# Харламовская Пристань
Харламовская Пристань — деревня в Сюмсинском районе Удмуртской республики.

## География
Находится в западной части Удмуртии на расстоянии приблизительно 18 км на запад-северо-запад по прямой от районного центра села Сюмси на правом берегу реки Лумпун.

## История
Известна с 1955 года, с 1971 по 2002 поселок. До 2021 года входила в состав Орловского сельского поселения.

## Население
Постоянное население составляло: 125 человек в 2002 году (русские 53 %, удмурты 45 %), 7 в 2012.